# Pietracamela
Pietracamela est une commune italienne de moins de 1 000 habitants située dans la province de Teramo, dans la région Abruzzes, en Italie méridionale.

## Aire protégée
- La Réserve naturelle du Corno Grande di Pietracamela.

## Administration
| Période                                  | Période  | Identité      | Étiquette       | Qualité |
| ---------------------------------------- | -------- | ------------- | --------------- | ------- |
| 28 mai 2002                              | En cours | Giorgio Forti | Centro-Sinistra |         |
| Les données manquantes sont à compléter. |          |               |                 |         |

### Hameaux
Intermesoli, Prati di Tivo.

### Communes limitrophes
Fano Adriano, Isola del Gran Sasso d'Italia, L'Aquila (AQ).

## Culture populaire
Deux scènes du film Nos meilleures années (2003) de Marco Tullio Giordana se déroulent à Pietracamella. À l'arrière-plan de la première scène, on remarque le siège de la section locale du Parti communiste italien, la Sezione Gramsci.